# سكوت إدغار
سكوت إدغار (بالإنجليزية: Scott Edgar)‏ هو مدرب كرة سلة أمريكي، ولد في 14 ديسمبر 1955 في بن هيلز ‏ في الولايات المتحدة.